# Alipiopsitta xanthops
L'amazzone facciagialla (Alipiopsitta xanthops) è un uccello della famiglia degli Psittacidi.
È l'unica specie del genere Alipiopsitta.